# Леска (област Смолян)
Вижте пояснителната страница за други значения на Леска.
Леска е село в Южна България. То се намира в община Мадан, област Смолян.

## География
Село Леска се намира в планински район, в сърцето на Родопите, на левия бряг по поречието на най-голямата родопска река Арда на около тридесет километра източно от град Смолян по пътя за град Кърджали.
То е съставно селище на община Мадан, отстоящо на 12 км североизточно от общинския център. Намира се на 650 м надморска височина.
Землището му граничи с тези на селата Равнил, Върбина и Лещак.

## История
Основатели на селото са три главни рода, произлезли от трима братя, които се заселили като отшелници със своите стада овце и кози. Впоследствие те се скарали и се отчуждили. Единият от тях избягал към село Студена (област Смолян). А другите двама братя си разделили днешното село Леска. Единият от двамата си застроил дом в близост до Хана, а другият в близост до Кьошкен.

## Религии
Жителите на селото изповядват исляма и са българомохамедани.

## Топонимия
Селото е пръснато на южен слънчев склон, под и над пътя Смолян – Кърджали. Това се потвърждава от народната песен „Пустана Леска порсната, дано на огън изгори“. Разпределено е на три основни махали: Долната, Горната и Срешната махала. Долната и горната махали са разделени от пътя Смолян – Кърджали, средната и горната махали се разделят от дълбоко дере.
Стари родове са в Долната махала – Исакови, Леманови, Каракашеви и Станеви, в Горната махала – Мекови, Шехови, Леманови, Акхасанови и Ходжови, в Срешната махала – Дюлгерови, Шошеви, Байректарови, Дженимови, Борназови, Бучеви, Хъсови и Чиеви. Към село Леска се числи и отдалечената на един километър махала Кориите със стари родове – Хаджиилиеви, Терзиеви, Глухови и Шошеви.
Известни са следните названия на местности в землището на село Леска:
- Заивата – местност, където река Арда прави голям завой, което наистина прилича на полуостров и именно оттам произлиза и името му.
- Кукуля – скала с малка купчина във вид на конус местност, където река Арда прави голям, но обратен завой. И двете местности са разположени на височини, изградени от по-здрави скали, които реката, понеже не е могла да разруши, е заобиколила и така е образувала изключително красива гледка, като образува s–образни завои.
- Кутелът – местност непосредствено преди Заивата, където реката се врязва в скалата и образува стръмен скат и дълбока урва.
- Локата – ниви и ливади край реката, които са сравнително равни за Родопите и могат да се поливат на гравитационен принцип.
- Воденцата – в тази местност е имало воденица, работила до 1973 година, но е изоставена и полусрутена.
- Дърщите – в тази местност е имало дърщи и е съседно на Воденцата.
- Корията – гора предимно дъбова.
- Станевско – ниви и ливади собственост на Станевския род, който се е изселил в Северна България през 1968 година, една част са във Велико Търново, други в село Сливо поле.
- Каракашево – ниви и ливади собственост на Каракашевия род, който се е изселил в махала Гарабина.
- Инжоското – ниви и ливади.
- Шошвото – ниви и ливади собственост на Шошевия род.
- Блатото – ниви и борова гора, където има води.
- Гробието – ниви, ливади и борова гора, които са в съседство с най-старите гробища на селото.
- Ханът – ниви, ливади и борова гора, където навремето е имало хан за почивка и нощувка на керванджиите.
- Кьошкет – местност с борова гора, където в миналото е имало постройка, покрита с каменни плочи и чешма на път за почивка и подслон на пътниците.
- Остра могила – ниви и ливади, разположени в подножието на остър връх.
- Костадин – ниви и ливади, разположени в подножието на връх Костадин.
- Овчерника – местност, където се предполага, че са се отглеждали овце.
- Говедарника – местност, където се предполага, че са се отглеждали крави.
- Пожара – гора, някога изгоряла и след това мястото е превърнато в ниви и ливади.
- Авлийката – стръмно място, оградено със сух каменен зид.
- Стърното – стръмно място, което е превърнато на ливади.
- Селище – ниви и ливади в началото на дерето, което разделя горната от средната махала.
- Потокът – ливада, която се напоява от вода от местен извор, отвеждана в дървени корита.
- Обилугът – малка градинка, заградена с плет от всички страни и напоявана от местен извор.
- Белото камене – ниви и ливади, където са срещат в изобилие бели камъни.
Бърчината – борова гора и пасище на висок хълм.
Бърцето – ниви и ливади на малък висок хълм.
Врисе – местен извор, изграден с камъни и каменни плочи със сводест покрив и врата, водата на които се ползвала предимно за пиене.
Каменето – гола местност, използвана предимно за паша на овце и кози на изключително каменист и стръмен терен.
Осиките – малка осикова горичка.
Гарамадата – местност, където стара къща се е срутила и е образувала грамада (купчина) от камъни, впоследствие разчистена и превърната в нива.
Равнището – сравнително равна и голяма местност предимно ниви и ливади, където има и дъбова гора, която е в горния и долния край. От разположението на гората носи и своите имена долният и горният баир. Горният баир е изсечен и превърнат в ниви и ливади, но си е запазил името.
Раздол – дълбок дол, в горната част на който е разположена махала Кориите.
Спилата – гора на стръмно каменисто място, което е невъзможно да се използва за ниви и ливади.
- Старана колиба – ливади, където най-вероятно някога в миналото е имало някаква постройка.
- Усойката – букова гора на стръмен северен склон в недълбоко дере.
- Фойнака – ниви и ливади, които преди тази местност е била пустееща и обрасла предимно с хвойни.
- Честана гора – ниви и ливади, вероятно преди е било гъста гора.
- Търнвица – ниви, ливади и гора преди облагородяване на част от терена е бил обрасъл в тръни.
- Водиците – борова гора в района където има множество изворчета на вода, които част от тях са вече пресъхнали.
- Даскальовото – ниви и ливади, които са били собственост или са били обработвани от дългогодишен учител в селото.
- Градината – ниви и ливади под къщите.
- Кокор – стръмен склон с борова гора, където има изградена чешма на пътя Смолян – Кърджали.

Предполага се, че не са обхванати абсолютно всички местни имена на село Леска, но изброените по-горе дават възможност да се представи сравнително пълна топонимична картина на село Леска. Трудно е да се каже кои имена кога са възникнали, тъй като не съществуват никакви документи за това. Топонимична картина на село Леска доказва ясно и неоспоримо българската езиковата принадлежност на местните имена. Много се злоупотребява с произхода и народността на населението в Родопите. Топонимията обаче в чисто българомохамедански селища е категорично и недвусмислено доказателство за българския произход на насилствено помохамеданчените родопчани.

## Редовни събития
Празниците Курбан Байрям и Рамазан Байрям, двата празника на мюсюлманите.

## Други
В селото се намират някои значими за селото дейности като например;
Шивашки цех, бръснарница, фабрика за чипс, дори има две гумаджийници, също така и множество магазинчета.

## Кухня
Местната кухня е свързана с картофите (компиров клин), боба (шарен фасул) и царевица (трахана). За десерт – „Благ клин“